# Tipula perelegans
Tipula perelegans är en tvåvingeart som beskrevs av Alexander 1921. Tipula perelegans ingår i släktet Tipula och familjen storharkrankar. Inga underarter finns listade i Catalogue of Life.